# Kanton Castelginest
Der Kanton Castelginest ist ein französischer Kanton im Arrondissement Toulouse im Département Haute-Garonne in der Region Okzitanien; sein Hauptort ist Castelginest. 
Der Kanton wurde bei der Neuordnung der Kantone 2015 gegründet. 
Der Kanton besteht aus zehn Gemeinden mit insgesamt 60.956 Einwohnern (Stand: 1. Januar 2022) auf einer Gesamtfläche von 67,96 km²:
| Gemeinde            | Einwohner 1. Januar 2022 | Fläche km² | Dichte Einw./km² | Code INSEE | Postleitzahl |
| ------------------- | ------------------------ | ---------- | ---------------- | ---------- | ------------ |
| Aucamville          | 9.578                    | 3,96       | 2.419            | 31022      | 31140        |
| Bruguières          | 5.908                    | 9,03       | 654              | 31091      | 31150        |
| Castelginest        | 11.033                   | 8,11       | 1.360            | 31116      | 31780        |
| Fenouillet          | 5.727                    | 9,51       | 602              | 31182      | 31150        |
| Fonbeauzard         | 3.086                    | 1,32       | 2.338            | 31186      | 31140        |
| Gagnac-sur-Garonne  | 3.223                    | 4,34       | 743              | 31205      | 31150        |
| Gratentour          | 4.926                    | 4,09       | 1.204            | 31230      | 31150        |
| Lespinasse          | 3.032                    | 4,24       | 715              | 31293      | 31150        |
| Saint-Alban         | 6.447                    | 4,26       | 1.513            | 31467      | 31140        |
| Saint-Jory          | 7.996                    | 19,10      | 419              | 31490      | 31790        |
| Kanton Castelginest | 60.956                   | 67,96      | 897              | 3105       | –            |